# Conasprella saecularis
Espèce
Synonymes
- Conus schepmani Fulton, 1936

Conasprella saecularis est une espèce de mollusques gastéropodes marins de la famille des Conidae. Elle est trouvée du Golfe Persique, à Madagascar, et dans l'ouest du Pacifique. 

## Historique
L'espèce Conasprella saecularis et décrite en 1898 par Melvill sous le protonyme Bathyconus saecularis. 

## Synonymes
- Bathyconus saecularis (Melvill, 1898)
- Conus elegans Schepman, 1913
- Conus saecularis Melvill, 1898
- Conasprella (Fusiconus) saecularis (Melvill, 1898)
- Conus schepmani Fulton, 1936